# US Open 1999
Die 119. US Open 1999 waren ein internationales Tennisturnier und fanden vom 30. August bis zum 12. September 1999 im USTA Billie Jean King National Tennis Center im Flushing-Meadows-Park in New York, USA statt.

## Herreneinzel

### Setzliste
| Nr. | Spieler            | Erreichte Runde |
| --- | ------------------ | --------------- |
| 01. | Pete Sampras       | Rückzug         |
| 02. | Andre Agassi       | Sieg            |
| 03. | Jewgeni Kafelnikow | Halbfinale      |
| 04. | Patrick Rafter     | 1. Runde        |
| 05. | Gustavo Kuerten    | Viertelfinale   |
| 06. | Tim Henman         | 1. Runde        |
| 07. | Todd Martin        | Finale          |
| 08. | Carlos Moyá        | 2. Runde        |
| 09. | Greg Rusedski      | Achtelfinale    |

| Nr. | Spieler            | Erreichte Runde |
| --- | ------------------ | --------------- |
| 10. | Marcelo Ríos       | Achtelfinale    |
| 11. | Mark Philippoussis | Rückzug         |
| 12. | Richard Krajicek   | Viertelfinale   |
| 13. | Àlex Corretja      | 1. Runde        |
| 14. | Tommy Haas         | Achtelfinale    |
| 15. | Nicolas Kiefer     | 3. Runde        |
| 16. | Nicolás Lapentti   | 2. Runde        |
| 17. | Félix Mantilla     | 1. Runde        |

## Dameneinzel

### Setzliste
| Nr. | Spielerin         | Erreichte Runde |
| --- | ----------------- | --------------- |
| 01. | Martina Hingis    | Finale          |
| 02. | Lindsay Davenport | Halbfinale      |
| 03. | Venus Williams    | Halbfinale      |
| 04. | Monica Seles      | Viertelfinale   |
| 05. | Mary Pierce       | Viertelfinale   |
| 06. | Amanda Coetzer    | 1. Runde        |
| 07. | Serena Williams   | Sieg            |
| 08. | Jana Novotná      | 3. Runde        |

| Nr. | Spielerin               | Erreichte Runde |
| --- | ----------------------- | --------------- |
| 09. | Julie Halard-Decugis    | Achtelfinale    |
| 10. | Arantxa Sánchez Vicario | Achtelfinale    |
| 11. | Nathalie Tauziat        | 3. Runde        |
| 12. | Barbara Schett          | Viertelfinale   |
| 13. | Dominique Van Roost     | 3. Runde        |
| 14. | Sandrine Testud         | 2. Runde        |
| 15. | Amélie Mauresmo         | Achtelfinale    |
| 16. | Conchita Martínez       | Achtelfinale    |

## Herrendoppel

### Setzliste
| Nr. | Paarung                           | Erreichte Runde |
| --- | --------------------------------- | --------------- |
| 01. | Mahesh Bhupathi Leander Paes      | Finale          |
| 02. | Paul Haarhuis Jared Palmer        | 1. Runde        |
| 03. | Mark Woodforde Todd Woodbridge    | Viertelfinale   |
| 04. | David Adams John-Laffnie de Jager | 2. Runde        |
| 05. | Olivier Delaître Fabrice Santoro  | 2. Runde        |
| 06. | Wayne Black Sandon Stolle         | Viertelfinale   |
| 07. | Byron Black Jonas Björkman        | Halbfinale      |
| 08. | Ellis Ferreira Rick Leach         | 2. Runde        |

| Nr. | Paarung                          | Erreichte Runde |
| --- | -------------------------------- | --------------- |
| 09. | Mark Knowles Daniel Nestor       | 1. Runde        |
| 10. | Jewgeni Kafelnikow Daniel Vacek  | 1. Runde        |
| 11. | Sébastien Lareau Alex O’Brien    | Sieg            |
| 12. | Donald Johnson Cyril Suk         | Achtelfinale    |
| 13. | Goran Ivanišević Jeff Tarango    | 1. Runde        |
| 14. | Nicklas Kulti Mikael Tillström   | 1. Runde        |
| 15. | Justin Gimelstob Richey Reneberg | Achtelfinale    |
| 16. | Jiří Novák David Rikl            | Achtelfinale    |

## Damendoppel

### Setzliste
| Nr. | Paarung                                | Erreichte Runde |
| --- | -------------------------------------- | --------------- |
| 01. | Jana Novotná Natallja Swerawa          | Achtelfinale    |
| 02. | Alexandra Fusai Nathalie Tauziat       | Achtelfinale    |
| 03. | Lindsay Davenport Corina Morariu       | Viertelfinale   |
| 04. | Jelena Lichowzewa Ai Sugiyama          | 1. Runde        |
| 05. | Serena Williams Venus Williams         | Sieg            |
| 06. | Larisa Neiland Arantxa Sánchez Vicario | Halbfinale      |
| 07. | Lisa Raymond Rennae Stubbs             | Achtelfinale    |
| 08. | Mariaan de Swardt Olena Tatarkowa      | 1. Runde        |

| Nr. | Paarung                             | Erreichte Runde |
| --- | ----------------------------------- | --------------- |
| 09. | Irina Spîrlea Caroline Vis          | 1. Runde        |
| 10. | Mary Joe Fernández Monica Seles     | Viertelfinale   |
| 11. | Conchita Martínez Patricia Tarabini | Achtelfinale    |
| 12. | Mary Pierce Barbara Schett          | Halbfinale      |
| 13. | Virginia Ruano Pascual Paola Suárez | 2. Runde        |
| 14. | Cara Black Irina Seljutina          | 1. Runde        |
| 15. | Nicole Arendt Manon Bollegraf       | Viertelfinale   |
| 16. | Liezel Horn Kimberly Po             | Viertelfinale   |

## Mixed

### Setzliste
| Nr. | Paarung                       | Erreichte Runde |
| --- | ----------------------------- | --------------- |
| 01. | Leander Paes Lisa Raymond     | Achtelfinale    |
| 02. | Mahesh Bhupathi Ai Sugiyama   | Sieg            |
| 03. | Todd Woodbridge Rennae Stubbs | Halbfinale      |
| 04. | Jared Palmer Corina Morariu   | Achtelfinale    |

| Nr. | Paarung                           | Erreichte Runde |
| --- | --------------------------------- | --------------- |
| 05. | Mark Knowles Jelena Lichowzewa    | 1. Runde        |
| 06. |                                   |                 |
| 07. | Rick Leach Larisa Neiland         | Viertelfinale   |
| 08. | John-Laffnie de Jager Mary Pierce | Viertelfinale   |